# HD 100546
HD 100546，或稱為蒼蠅座KR（KR Muscae），是一顆位於蒼蠅座的 B 型主序星，距離地球337.3光年。可能有一顆質量是20 Mj的行星在距離它6.5天文單位處。不過對該塵埃盤更進一步的研究認為可能有棕矮星等質量更大的天體或者超過一顆行星存在。HD 100546周圍0.2到4天文單位，以及13到數百天文單位處有塵埃盤環繞，這是有原行星在距離母恆星約47天文單位處存在的證據。
HD 100546的年齡約1000萬年，位於赫比格Ae/Be星的年齡上限階段，也是該型恆星中距離地球最近的例子。

## 可能誕生的新行星
2013年，天文學家報告在HD 100546周圍的大範圍氣體塵埃盤中發現可能有形成中的新行星。如果獲得確認，這將是人類首次觀測到行星形成的早期階段。

## HD 100546 b

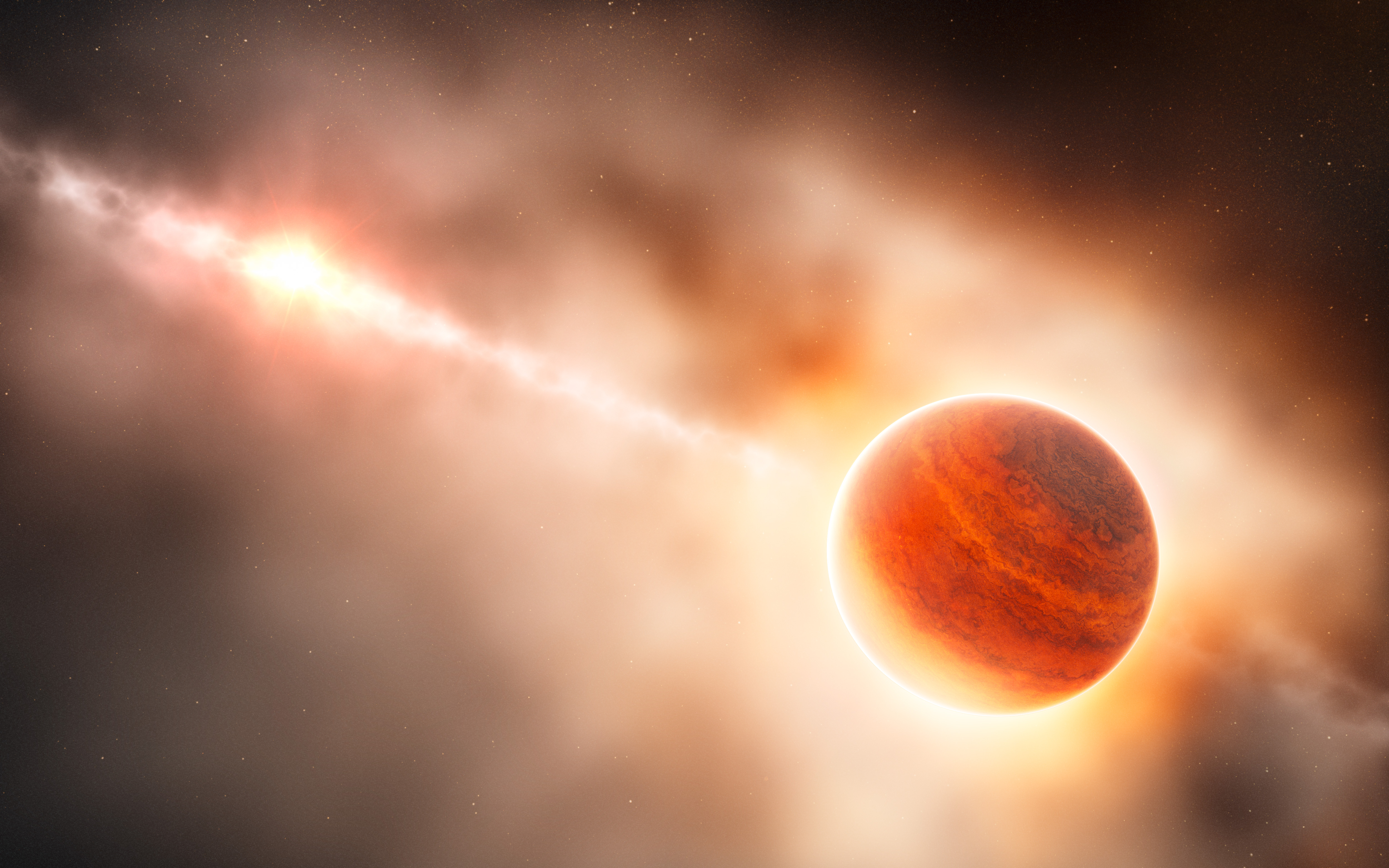
在HD 100546周圍塵埃盤中正在形成的類木行星想像圖。

天文學家使用位於智利的甚大望远镜上搭載的 UVES 階梯光柵攝譜儀發現 HD 100546 有一個質量相當於行星的伴星。這次觀測確認了其他觀測發現行星伴星的結果。該天體的體積大約在氣體巨行星和棕矮星的交界。

## 原行星物質
哈伯太空望遠鏡以日冕仪的方式對HD 100546進行觀測
的影像顯示在它的星周盤內有複雜的螺旋結構，造成如此結構的原因仍不明。該盤面的顏色類似古柏帶內天體的顏色，代表在HD 100546周圍也有相同的化學效應發生。該星周盤的外觀相當平坦，代表正處於晚期的演化階段。
天文學家使用托洛洛山美洲际天文台的布蘭科望遠鏡儀器 OSCIR 對該恆星進行中紅外線光譜分析結果顯示，在該恆星周圍有許多含有矽酸鹽的粒子存在（10 - 18 {\displaystyle \mu m}）。這些物直存在於距離恆星17天文單位處，溫度約227 K。

## 延伸閱讀
- Butler, P.; Wright, J.; Marcy, G.; Fischer, D.; Vogt, S.; Tinney, Ch.; Jones, H.; Carter, B.; Penny, A. . The Astrophysical Journal. March 2006, 646 (505): 505–522. Bibcode:2006ApJ...646..505B. arXiv:astro-ph/0607493 . doi:10.1086/504701.

- Ecuvillon, A.; Israelian, G.; Pont, F.; Santos, N.; Mayor, M. . Astronomy and Astrophysics. August 2006, 461 (171): 171–182. Bibcode:2007A&A...461..171E. arXiv:astro-ph/0608669 . doi:10.1051/0004-6361:20065872.

- Jones, B.; Sleep, P.; Underwood, D. . The Astrophysical Journal. June 2006, 649 (1010): 1010–1019. Bibcode:2006ApJ...649.1010J. arXiv:astro-ph/0603200 . doi:10.1086/506557.

- Mandell, A.; Raymond, S.; Sigurdsson, S, Avi M.; Raymond, Sean N.; Sigurdsson, Steinn. . The Astrophysical Journal: 823–844. Bibcode:2007ApJ...660..823M. arXiv:astro-ph/0701048 . doi:10.1086/512759.

- Marchi, S. . The Astrophysical Journal. May 2007, 666: 475–485. Bibcode:2007ApJ...666..475M. arXiv:0705.0910 . doi:10.1086/519760.

- Nortdstrom, R.; Mayor, M.; Andersen, J.; Holmberg, J; Pont, F.; Jorgenson, B.; Olsen, E.; Udry, S.; Mowlavi, N, B.; Mayor, M.; Andersen, J.; Holmberg, J.; Pont, F.; Jørgensen, B. R.; Olsen, E. H.; Udry, S.; Mowlavi, N. . Astronomy and Astrophysics. 2004, 418 (989): 989–1019. Bibcode:2004A&A...418..989N. arXiv:astro-ph/0405198 . doi:10.1051/0004-6361:20035959.

- Hedrick, C. H.; Doering, R.; Lee,  K.-G.; Sosey, M.; Meixner, M.; Ardila, D. . American Astronomical Society. January 2006, 37 (4)  [2013-02-28]. （原始内容存档于2007-06-13）.

## 外部連結
- Astronomy picture of the day （页面存档备份，存于） - May 2, 2001